# Steipe
Koordinaten: 49° 45′ 24″ N, 6° 38′ 27″ O

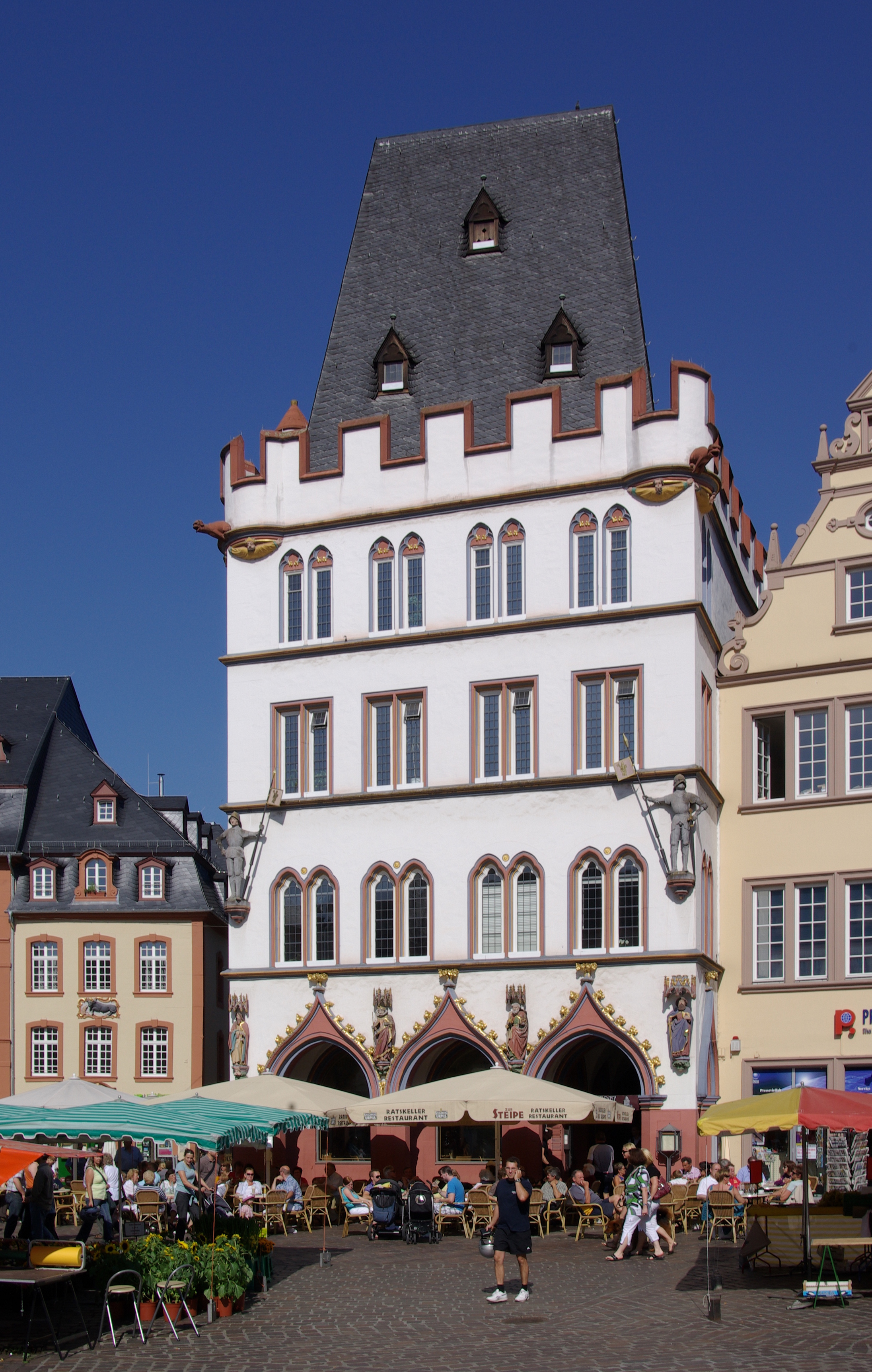
Steipe in Trier

Die Steipe ist ein rekonstruiertes gotisches Gebäude am Hauptmarkt in Trier.

## Geschichte

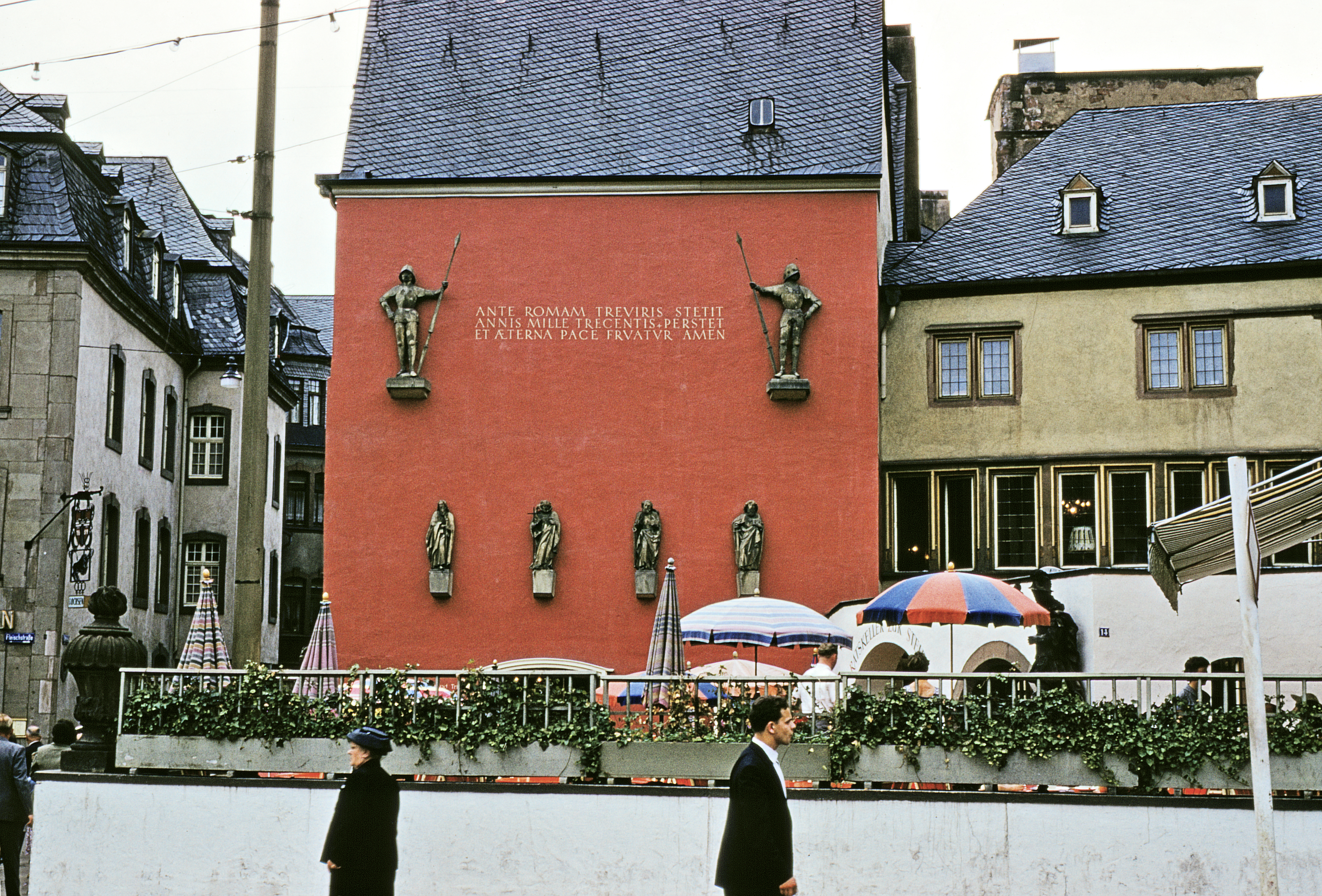
1958: Blick über die Caféterrasse zum Hahnenhaus mit Figuren der Steipe

Der Vorgängerbau der heute bekannten Steipe wurde bereits Stype (trierisch für Stütze) genannt und ist das älteste Trierer Gemeindehaus, das im 14. Jahrhundert zeitweise bereits als Rathaus genutzt wurde. Die Steipe wurde um 1430 als Fest- und Empfangsgebäude der Bürgerschaft an der Einmündung von Fleisch- und Dietrichstraße in den Hauptmarkt erbaut und bereits 1481 bis 1483 weitgehend umgebaut. Es folgt in der Bauform den älteren Trierer Wohntürmen, von denen der Turm Jerusalem (11. Jhd.), der Frankenturm (um 1100), der Konviktsturm (12. Jh.) und das Dreikönigenhaus (1200–1230) erhalten sind, doch sind die einstigen Wehrfunktionen dieser älteren Gebäude hier nur noch spätgotisches Zitat.
Die Steipe diente als Filiale des damaligen Rathauses am Kornmarkt, insbesondere für repräsentative Anlässe. Von 1807 an war die Steipe in Privatbesitz und wurde als Hotel mit Weinstube genutzt. Es entstand der Gasthof zum rothen Haus, der sich mindestens über das Rote Haus und die Steipe erstreckte. Auch die Steipe erhielt an ihrer Fassade den Namenszug Red House und es etablierte sich die Bezeichnung Rotes Haus auch für die Steipe, die sich noch weit bis ins 20. Jahrhundert hinein hielt.  Nach 1807 wurden auch die Arkaden zum geschlossenen Raum umgebaut, was in den 1930er Jahren wieder rückgängig gemacht wurde. Im Jahr 1898 verkaufte der Hotelbesitzer die Gebäude. Ein diskutierter Erwerb durch die Stadt wurde zunächst aus finanziellen Gründen abgelehnt. Nachdem die Befürchtung aufkam, dass unter den neuen Besitzverhältnissen die Steipe für einen Warenhausneubau abgerissen werden könnte, kaufte die Stadt durch einen Vorstoß von Wilhelm Rautenstrauch den Steipenbering letztlich doch. Am 2. Oktober 1904 wurde in den Räumen der Steipe und des Roten Hauses das Städtische und Kraus-Museum eröffnet. In den 1930er Jahren wurde das Haus restauriert und aufgrund der Erweiterung der weiterhin bestehenden gastronomischen Nutzung (Steipenschenke) die Museumsfläche verkleinert (1932). 1937/38 wurde die Sammlung ins Kurfürstliche Palais verbracht.
Im Zweiten Weltkrieg, am 21. Dezember 1944, wurde die Steipe vollkommen zerstört. Nach dem Krieg wurde das Gelände die Terrasse eines Cafés. Von Mai 1968 bis Juli 1970 wurde der Gebäudekomplex originalgetreu wieder aufgebaut. Vorausgegangen war dem Wiederaufbau eine breite Diskussion, in der auch über die Errichtung eines modernen Gebäudes an der Stelle des zerstörten Originals debattiert worden war. Der Wunsch der Bürgerschaft, das historische Wahrzeichen zurückzuerhalten und die Zweifel an der Verträglichkeit eines modernen Gebäudes im Stadtbild führten schließlich zur Rekonstruktion, zusammen mit der Steipe wurde auch das benachbarte barocke Rote Haus wiederhergestellt. Heute beherbergt die Steipe im Ratskeller eine Gaststätte, im Erdgeschoss ein Café und in den oberen Geschossen ein Spielzeugmuseum.

## Bau
Das Bauwerk hat vier Geschosse und ist mit einem Zinnenkranz sowie einem steilen Walmdach bekrönt. Im Erdgeschoss hat es offene Spitzbogenarkaden, deren Säulen (trierisch: „Steipen“= Stützen) dem Bau seinen Namen gaben. Zwischen diesen Arkaden stehen Statuen der Trierer Stadtpatrone (von links) Jakobus der Ältere, Helena, Petrus und Paulus.
Zwei weitere Statuen stehen auf Höhe des ersten Obergeschosses, zwei Ritter in voller Rüstung. Diese repräsentierten die städtische Freiheit, vergleichbar den norddeutschen Rolandsstatuen. Der Symbolgehalt dieser Figuren ist kennzeichnend für den Bau: Während die linke, der „Bürgerkirche“ St. Gangolf zugewandte Figur ihr Visier zur Kirche offen trägt, hat die rechte, dem kurerzbischöflichen Dom zugewandte Figur ihr Visier geschlossen. Die Skulpturen sind Kopien, die originalen Figuren (die vor der Kriegszerstörung abgenommen worden waren) befinden sich im Stadtmuseum Simeonstift Trier. Die Farbfassung des wiederaufgebauten Gebäudes orientiert sich am Original, da kurz vor dem Krieg bei einer Restaurierung genaue Untersuchungen vorgenommen worden waren. Eine Reihe von späteren Veränderungen wurde beim Wiederaufbau zugunsten des (nicht immer ganz sicher nachweisbaren) ursprünglichen Zustandes weggelassen. Die Innenräume wurden entsprechend der modernen Nutzung neu aufgeteilt.
Im Nordwesten schließt sich an den Bau ein quadratischer Treppenturm an, der einzige Teil der Steipe, der im Zweiten Weltkrieg nicht zerstört wurde.